# Galepsus bioculatus
Galepsus bioculatus es una especie de mantis de la familia Tarachodidae.

## Distribución geográfica
Se encuentra en África.